# Engelbrekts församling
Engelbrekts församling är en församling i Östermalms kontrakt i Stockholms stift. Församlingen ligger i Stockholms kommun i Stockholms län. Församlingen utgör ett eget pastorat.
Församlingen täcker hela Norra Djurgården, Hjorthagen, Värtahamns-området norr om Tegeluddsvägen fram till Frihamnen, samt i Stockholms innerstad en del av Östermalm.

## Administrativ historik
Engelbrekts församling bildades den 1 maj 1906 (enligt beslut den 15 april 1904) genom en utbrytning ur Hedvig Eleonora församling.

### Pastorat
Församlingen utgör sedan 1 maj 1906 ett eget pastorat.

## Areal
Engelbrekts församling omfattade den 1 januari 1976 en areal av 11,6 kvadratkilometer, varav 8,9 kvadratkilometer land.

## Kyrkoherdar
| Ämbetstid | Namn                          | Levnadstid | Övrigt                           |
| --------- | ----------------------------- | ---------- | -------------------------------- |
| 1907–1910 | Wilhelm Emil Frithiof Westman | 1850–1910  |                                  |
| 1913      | Carl Abraham Rehn             | 1865–1913  |                                  |
| 1914–1923 | Teodor Lindhagen              | 1863–1923  |                                  |
| 1924–1947 | Johannes Lindgren             | 1874–1947  |                                  |
| 1947-1950 | Nils Bolander                 | 1902-1959  | Senare biskop i Lunds stift.     |
| 1950-1954 | Helge Ljungberg               | 1904-1983  | Senare biskop i Stockholms stift |
| 1955-1965 | John Nilsson                  | 1898-1974  |                                  |
| 1965–1970 | Alvar Cedermark               | 1904–      | [ 7 ]                            |
| 2015–     | Annelie Lowén                 |            |                                  |

### Förste komministrar
| Ämbetstid | Namn                      | Levnadstid | Övrigt |
| --------- | ------------------------- | ---------- | ------ |
| 1910–1916 | Carl Yngve (Ygge) Bergius | 1869–1926  |        |
| 1918–1945 | August Lindh              | 1879–1945  |        |
| 1955–1970 | Ejnar Gunnard             | 1917–      | [ 7 ]  |

### Andre komministrar
| Ämbetstid | Namn            | Levnadstid | Övrigt |
| --------- | --------------- | ---------- | ------ |
| 1925–1945 | Gustav Kyhlberg | 1888–1945  |        |
| 1966–1970 | Olof Ulfvebrand | 1914–      | [ 7 ]  |

### Tredje komministrar
| Ämbetstid | Namn          | Levnadstid | Övrigt                                   |
| --------- | ------------- | ---------- | ---------------------------------------- |
| 1925–1940 | Erik Arbin    | 1892–1960  | Senare kyrkoherde i Johannes församling. |
| 1941–1947 | Nils Bolander | 1902–1959  | Kyrkoherde från 1947                     |

## Organister
Lista över organister.
| Ämbetstid | Namn              | Levnadstid | Övrigt    |
| --------- | ----------------- | ---------- | --------- |
| 1914–1955 | Oskar Lindberg    | 1887–1955  | Organist. |
| 1918–1943 | Ejnar Eklöf       | 1886–1954  | Organist. |
| 1943-1977 | Henry Lindroth    | 1910-1993  | Organist. |
| 1962–1974 | Dan-Olof Stenlund | 1937–      | Organist. |
| 1962–1968 | Olle Elgenmark    | 1936–2016  | Organist. |

## Kyrkor
- Engelbrektskyrkan
- Hjorthagens kyrka